# 1-亚硝基-2-萘酚
1-亚硝基-2-萘酚是一种有机化合物，结构简式C
10H
6(NO)OH，常用作指示剂和染料。